# 学校設定教科
学校設定教科（がっこうせっていきょうか）は、日本の学校において、学習指導要領で定められている教科以外に、教育上の必要から学校独自で設定できる教科である。
中学校では「その他特に必要な教科」、高等学校では「学校設定教科」「学校設定科目」とされているが、本項では便宜上まとめて扱う。小学校には学校設定教科に対応するものは、学習指導要領の上では明示されていない。

## 中学校「その他特に必要な教科」
中学校学習指導要領によると、「第10節　その他特に必要な教科」として、「地域や学校の実態及び生徒の特性等を考慮して，特に必要がある場合に（学習指導要領より）」、学習指導要領で定められている9教科（国語、社会、数学、理科、音楽、美術、保健体育、技術・家庭、外国語(英語演習)）とは別に、必要に応じて教科を設けることができることが明記されている。

## 高等学校「学校設定教科」
高等学校では、学習指導要領に明記されている教科のほかに、必要に応じて学校設定教科を設置することができる。
文部科学省の『教育課程部会（第14回）及び教育課程企画特別部会（第4回）配付資料（2004年11月8日）』等によると、以下のような学校設定教科が紹介されている。
- 外国映画と文化（北海道）
- 戯曲創作（埼玉県）
- プチ哲学（石川県）
- 富士山学（山梨県）
- 茶文化（静岡県）
- 人権と環境（三重県）
- 絵本で見る世界（兵庫県）
- 自分さがしの心理学（兵庫県立青雲高等学校）
- 人形浄瑠璃（徳島県）
- 映像で学ぶ社会と文化（佐賀県）
- 福祉住環境（大分県）

なお、総合学科で必修となっている「産業社会と人間」は、学校設定教科という扱いである。また、宗教系私立高等学校での「宗教科」も学校設定教科の一つである。これについては教員免許の発行がある唯一の学校設定教科である。
このほかに、「国際」など外国語や国際理解に関する教科、「環境」など環境科学、自然環境に関する教科、「コミュニケーション」などディベート、言語活動、人間関係学、リーダーシップなどに関する教科、「チャレンジ」など資格取得に関する教科など学校の事情に応じて様々な教科が設定される。
卒業に必要な単位に算入できる単位数は法律及び学習指導要領に定められている。

## 高等学校「学校設定科目」
高等学校では、学習指導要領に定められている普通教育または専門教育に関する教科の中に、必要に応じて学校設定科目を設置することができると定められている。また、学校設定教科の中に学校設定科目を設定することが出来る。
各学校で必要に応じて、大学入試対策の科目（演習など）、教養を深めるための科目、基礎学力を付けるための科目、工業や商業などの専門教科に関する科目（学習指導要領に示されてない内容やより高度な科目など）などが設置されている。
いずれかの教科で学校設定科目を設置している割合は、文部科学省の2004年度の調査によると、普通科45.4%、専門学科48.1%、総合学科93.9%となっている。
基礎学力を付けるための科目の中では、千葉県立姉崎高等学校で始めた「マルチベーシック」が、授業に集中できない生徒の多い教育困難高校で盛んに導入されている。